# Parafia Świętych Piotra i Pawła w Châtenay-Malabry
Parafia Świętych Piotra i Pawła – jedna z dwóch parafii prawosławnych w Châtenay-Malabry.
Parafia powstała w 1984 r. Do 2018 r. należała do Zachodnioeuropejskiego Egzarchatu Parafii Rosyjskich. Po likwidacji egzarchatu pozostała w jurysdykcji Patriarchatu Konstantynopolitańskiego i weszła w skład Greckiej Metropolii Francji.
Językiem liturgicznym w parafii jest francuski, zaś rytm świąt reguluje kalendarz gregoriański, z wyjątkiem okresu Wielkiego Postu i Paschy, kiedy używany jest kalendarz juliański. 